# Mallobaudes
Mallobaudes (ook wel Merobaudes) was in de 4e eeuw een koning van de Franken. Hij was generaal in het Romeinse leger onder keizer Gratianus en werd later rex Francorum, koning van de Franken aan de andere zijde van de Rijn-grens. 

## Geschiedenis
Mallobaudes was aanvoerder van het Romeinse leger dat in 376 een veldtocht tegen de Alemannen leidde. Hij versloeg hen in de  slag bij Argentovaria in de nabijheid van de tegenwoordige stad Colmar in de huidige Elzas. Tijdens de usurpatie van Maximus in 383 bleef Mallobaudes aanvankelijk trouw aan Gratianus en trok samen met deze tegen de opstandelingen ten strijde. Toen de keizer echter bij de eerste schermutselingen in de buurt van Parijs liet zien niet geïnteresseerd te zijn in militaire strategieën, verloor Mellobaudes al het vertrouwen en liep met het leger over naar Maximus. 
In 388 werd Maximus in de slag aan de Save door keizer Theodosius verslagen. Mallobaudes die aan de zijde van Maximus had gestreden, wist te ontkomen en vluchtte via Gallië naar het vrije Germanië. Hier keerde terug naar zijn volk de Franken. Later werd hij daar koning.
Over Mallobaudes berichtte de Romeinse geschiedeschrijver Ammianus Marcellinus dat hij Macrianus, een Alemannenkoning doodde.